# Gammalsvenskby
Gammalsvenskby (in dialetto svedese locale Gammölsvänskbi, in ucraino Старошведське?, Starošveds'ke, ma è poco utilizzato) è una frazione del comune di Zmiïvka nell'Oblast' di Cherson in Ucraina dove la maggioranza della popolazione è di discendenza svedese e parla tuttora un dialetto svedese arcaico. Il nome del paese significa "vecchio villaggio svedese".

## Storia
Nell'agosto 1781 Caterina II di Russia offrì agli svedesi di Reigi, nell'isola di Hiiumaa (in svedese Dagö), parte dell'odierna Estonia, un territorio fertile da colonizzare in Ucraina meridionale da poco conquistata dall'Impero ottomano.
Il 20 agosto 1781 partirono circa 1 100 persone. Quasi la metà degli emigranti morì durante il lungo viaggio da Hiiumaa all'Ucraina, dove arrivarono nel maggio 1782. Lì fondarono il villaggio sulle sponde del Dnepr.
Secondo un censimento del reverendo Europaeus, nel luglio del 1782, vivevano ancora 484 persone. Fino al marzo del 1783 morirono 336 persone.

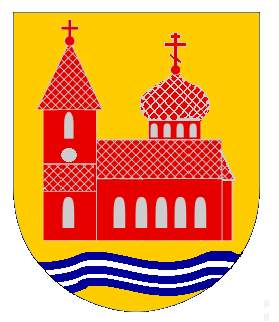
Stemma di Gammalsvenskby

Durante la prima guerra mondiale e la Rivoluzione Russa 1 500 abitanti tornarono in Svezia.
Nel 1929 la chiesa venne chiusa dal governo sovietico, poi divenne un cinema e infine un night club. Il 1º agosto 1929 881 abitanti ottennero il permesso di tornare in Svezia e si stabilirono sull'isola di Gotland. Tuttavia 243 di essi fecero ritorno a Gammalsvenskby già negli anni Trenta, poco prima che incominciassero le purghe staliniane.
Durante la carestia ucraina del 1932-1933 ritornò negli abitanti rimasti l'idea di tornare in Svezia.
Durante il regime stalinista, la GPU arrestò 20 abitanti del villaggio e sei vennero spediti in carcere.
Con l'Operazione Barbarossa il 25 agosto 1941 i nazisti invasero il villaggio e vennero accolti come liberatori, con la ritirata nazista del 1943 gli svedesi furono evacuati dalla zona assieme ai tedeschi.
Dopo la caduta dell'Unione Sovietica sono ripresi i rapporti con la Svezia. Sia la Chiesa di Svezia sia il comune di Gotland collaborano con le autorità del villaggio; la chiesa è stata riaperta nel 1991.
Inoltre gli abitanti hanno mantenuto il legame con la Chiesa di Svezia e sono tuttora in maggioranza protestanti.

## Società

### Lingue e dialetti
Il dialetto di Gammalsvenskby è forse originario dell'isola di Gotland, nel sud della Svezia e mantiene caratteristiche del Settecento.
Esempio del vocabolario locale
| Dialetto di Gammalsvenskby | Svedese | Italiano |
| Pärter                     | Ankor   | Anatre   |
| Kardefflar                 | Potatis | Patate   |
| Baglescani                 | Tomater | Pomodori |